# Liste der Kulturdenkmäler in Krummenau (Hunsrück)
In der Liste der Kulturdenkmäler in Krummenau sind alle Kulturdenkmäler der rheinland-pfälzischen Ortsgemeinde Krummenau aufgeführt. Grundlage ist die Denkmalliste des Landes Rheinland-Pfalz (Stand: 12. Juni 2023).

## Einzeldenkmäler
| Bezeichnung         | Lage                               | Baujahr                   | Beschreibung                                                     | Bild                           |
| ------------------- | ---------------------------------- | ------------------------- | ---------------------------------------------------------------- | ------------------------------ |
| Brücken             | Hauptstraße/Kirchstraße Lage       | 1806                      | drei einbogige Brücken über den Idarbach, 1806 und 1838/39       | Fotos hochladen                |
| Stall               | Hauptstraße, zu Nr. 7 Lage         | um 1850/60                | dreischiffiger, kreuzgratgewölbter Stall, um 1850/60             | Fotos hochladen                |
| Evangelische Kirche | Kirchstraße Lage                   | 1747                      | kleiner Saalbau mit Dachreiter, bezeichnet 1747; mit Ausstattung | weitere Bilder Fotos hochladen |
| Grabmäler           | Kirchstraße, auf dem Kirchhof Lage | Ende des 19. Jahrhunderts | zwei Grabmäler vom Ende des 19. Jahrhunderts                     | BW                             |